# Санкај водопад
Санкај водопад (三階の滝 Sankai-no-taki) је водопад у вароши Зао, Префектура Мијаги, Јапан, на реци Сумикава.
То је један од водопада у публикацији "Јапанских топ 100 водопада", објављеној од стране јапанског Министарства за заштиту животне средине 1990. године.